# Dygowo
Dygowo (Degow fino al 1945) è un comune rurale polacco del distretto di Kołobrzeg, nel voivodato della Pomerania Occidentale.
Ricopre una superficie di 128,57 km² e nel 2005 contava 5 586 abitanti.
Comunità urbane e rurali del distretto di Dygowo e relativi nomi tedeschi in uso fino al 1945:
| - Bardy (Bartin) - Czernin (Zernin) - Dębogard (Damgardt) - Gąskowo (Ganzkow) - Jazy (Jaasde) - Łykowo (Leikow) - Miechęcino (Mechenthin) | - Piotrowice (Peterfitz) - Pustary (Pustar) - Skoczów (Schötzow) - Stojkowo (Stöckow) - Stramniczka (Neu Tramm) - Świelubie (Zwilipp) - Wrzosowo (Fritzow) |

- Località minori: Jażdże (Jaasder Katen), Kłopotowo (Klaptow), Lisia Góra, Połomino (Podemin), Pyszka (Peuske), Stojkówko (Neu Stöckow) und Włościbórz (Lustebuhr).